# Láeg
Láeg, o Lóeg, figlio di Riangabar, è l'auriga e il fedele compagno dell'eroe irlandese Cú Chulainn, protagonista del Ciclo dell'Ulster. Guida il suo carro trainato dai cavalli Liath Macha e Dub Sainglend. 

## Storia
Nel Táin Bó Cúailnge, durante l'epico duello al guado tra Cú Chulainn e Ferdiad, visto il proprio amico in difficoltà, Láeg lancia la micidiale Gáe Bulg a Cú Chulainn attraverso il ruscello, contribuendo a decidere le sorti dell'incontro. Nel racconto intitolato Serglige Con Culainn ("Il capezzale di Cù Chulainn") viene mandato nell'aldilà con Lí Ban, sorella di Fand, e ne riporta abbondanti descrizioni. Nel racconto sulla morte di Cú Chulainn si narra che Láeg venne ucciso da Lugaid mac Con Roí con un colpo di lancia destinato allo stesso Cú Chulainn.